# Южношильхские диалекты
Южноши́льхские диале́кты (также южношильхский язык) — диалекты шильхской подгруппы атласской группы северноберберской ветви берберо-ливийской семьи. Распространены в южных районах Марокко: в горах Бани (Джебель-Бани) и в бассейне реки Дра (Уэд-Драа); и в крайне западных районах Алжира: в нескольких селениях вдоль границы с Марокко на западе провинции Бешар и северо-западе провинции Тиндуф.

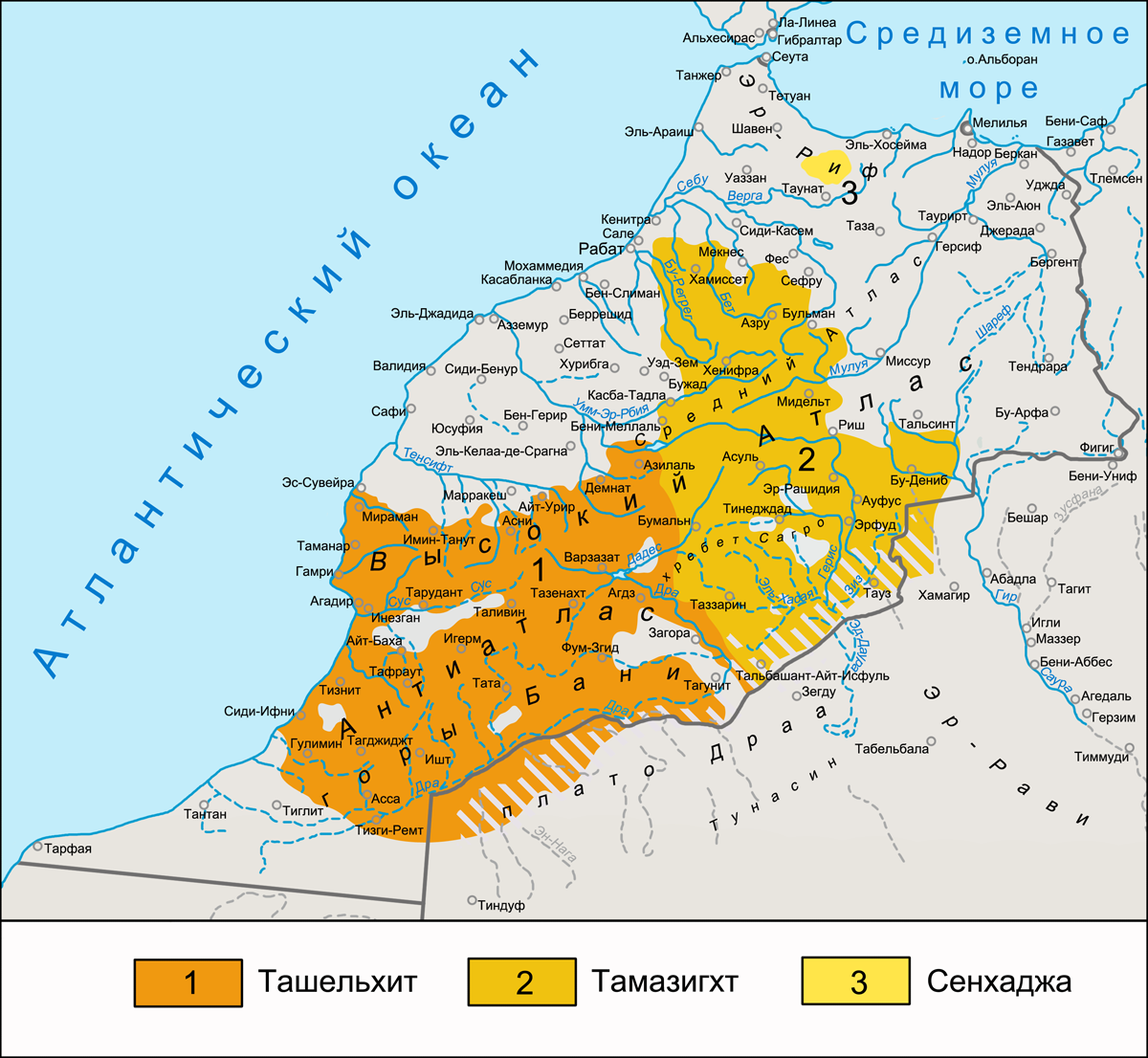
Ареал шильхских языков (ташельхит) на карте атласских языков

Традиционно в берберологии принято говорить об одном шильхском языке, в то же время по данным лексикостатистики различия южношильхской с сусской, высокоатласской и антиатласской группами диалектов соответствуют различиям между романскими языками, исходя из этого можно рассматривать южношильхский как отдельный язык наряду с сусским, высокоатласским и антиатласским языками.
В число южношильских диалектов, относящихся в основном к тому или иному шильхскому племени, включают аит Умбрибед (англ. ait Umbribed), тиндуфт (англ. tinduft) и другие. Диалект тиндуфт упоминается А. Ю. Милитарёвым в классификации шильхских языков (или диалектов) в статье «Берберо-ливийские языки», опубликованной в лингвистическом энциклопедическом словаре.